# كارل فيرنر (أستاذ جامعي نمساوي)
كارل فيرنر (بالألمانية: Karl Werner)‏ هو مؤرخ المسيحية نمساوي، ولد في 8 مارس 1821 في هافنيرباخ في النمسا، وتوفي في 14 أبريل 1888 في فيينا في النمسا.